# Osiedle Tysiąclecia (Kruszwica)
Osiedle Tysiąclecia w Kruszwicy rozciąga się między ulicami Józefa Kraszewskiego, Powstańców Wielkopolskich i ciągnie się pod ulicę Rybacką. Znajdował się na niej zakon sióstr elżbietanek, który został zlikwidowany w 2016 roku, dawny magistrat i urząd stanu cywilnego. Dzielnica w zdecydowanej mierze została pobudowana w blokach. Zamieszkuje ją około 1500 Kruszwiczan.